# ラグマーン州
ラグマーン州（ラグマーンしゅう、Laghmāni、パシュトー語：لغمان）は、アフガニスタン東部にある州である。州都はメフタルラーム (Mehtar Lam)。人口386,400人。

## 地理
周りをカーブル州、カーピーサー州、ヌーリスターン州、クナル州及びナンガルハール州の5州と接している。ヒンドゥークシュ山脈の南側に位置する小さな州である。
アリンガル川とアリンシング川が州内を流れ、ラグマーンに豊かな緑の恵みを与えている。

## 歴史
アレクサンドロス大王の東方遠征の時代には、この地域はランパカ（Lampaka）と呼称された。7世紀には、玄奘三蔵がこの地を訪れている。現在カーブル博物館に収蔵されている、ラグマーンで発見されたアラム語の碑文によって、この地がインドからパルミラに通じる交易路の中継地であったことが分かる。ソ連のアフガニスタン侵攻とその後の国内各派による内戦で、多くの家屋や社会資本が破壊された。。
2005年6月20日には、アフガニスタン駐在米国大使ザルメイ・ハリルザドの暗殺を計画した容疑で、3名のパキスタン人がラグマーンで逮捕された。
2006年現在、国際治安支援部隊 (ISAF) による地域復興支援チーム (PRT) の基地がメフタルラームに設置されている。
2007年現在の州知事はグラーブ・マンガルだが、2006年10月、ターリバーンが知事公邸に仕掛けた爆弾によって危うく暗殺されかけた。

## 行政区分
メフタルラーム県をはじめ6県を擁する。
1. en:Alingar District
2. アリシェング県（英語版）
3. ダウラット県（英語版）
4. メフタルラーム県（英語版） - メフタルラーム（英語版）
5. en:Qarghayi District
6. Baad Pukh District（新設）

## 経済
州内の多くの住民が農業に関係する職業に従事している。ラグマーンには広大な灌漑農地が広がる。カーブルの市場ではラーグマン産の果物や野菜が豊富に並んでいるのを見ることができる。特にキュウリは名産品である。他の主要作物には、米、大麦、綿花などがある。
また、本州には宝石や希少鉱物の鉱脈も存在する。

## 住民

### 民族
州内の多数派はカカザイ族などのパシュトゥーン人であるが、多民族地域である。
州内のアリシェング県やダウラット県では、パシャイー人が多数を占めている。なおカカザイ族はパキスタンの連邦直轄部族地域（FATA）にあるen:Bajaur Agencyにも居住していると言う。

### 言語
アフガニスタンの他地域と同様に、ほとんどの住民は多言語を操る。
パシャイー人は、ダルド語派のパシャイー語を話す。

### 宗教
アフガニスタンの他地域と同様に、ほとんどの住民はスンナ派のイスラム教徒である。